# 杨福昌
杨福昌（1932年12月—），河北人，中华人民共和国政治人物、外交官。北京对外贸易学院和开罗大学校友。1984年，接替鲁明担任中华人民共和国驻科威特大使。1987年，由管子怀接任。1993年，担任中华人民共和国驻埃及大使。1999年—2003年，担任外交学院院长。